# Otto Antrick (Politikwissenschaftler)
Otto Antrick (* 17. April 1909 in Braunschweig; † 1984) war ein deutscher Politikwissenschaftler und Politiker (SPD).
Antrick war der Sohn des SPD-Politikers und Industriellen Otto Antrick. Er studierte in den Jahren 1929 bis 1932 und 1937/38 an der TH Braunschweig Kultur- und Erziehungswissenschaften. Im Jahr 1938 schloss er mit der Promotion zum Dr. rer. nat. ab, eine historische (!) Arbeit bei Ernst August Roloff. Im Jahr 1943 sorgte dieser für Antricks Einsetzung als Geschäftsführer der Braunschweigischen Wissenschaftlichen Gesellschaft, die er 1945 sofort auf eine demokratische Basis stellte. Ab 1945 war er an der TH Braunschweig Assistent und übernahm nach Roloffs Suspendierung zeitweise die Leitung des Historischen Seminars, habilitierte sich 1951 über ein Thema der Universitätsgeschichte und lehrte als Privatdozent. Im Jahr 1954 wurde er als Dozent für Politische Bildung an das Pädagogische Institut in Weilburg berufen, wo er im Jahr 1958 den Professorentitel erhielt. Mit der Verlagerung von Weilburg im Jahr 1961 wechselte er an die Hochschule für Erziehung Gießen, wo er stellvertretender Leiter wurde und bis 1968 Politikwissenschaft lehrte. Antrick war Mitglied der SPD, für die er grundsätzliche Vorträge hielt und für die er bei der Bundestagswahl 1965 erfolglos auf der hessischen Landesliste kandidierte.
Antrick war seit dem Jahr 1946 verheiratet und hatte drei Kinder.

## Schriften
- Rasputin und die politischen Hintergründe seiner Ermordung, Diss. Braunschweig, 1938
- Das Collegium Carolinum und seine Studierenden 1745 bis 1862, Habil.-Schrift (ms.), Braunschweig 1951
- Die Akademie der Arbeit in der Universität Frankfurt a. M., Darmstadt 1966